# غيري فيتش
غيري فيتش هي منافسة ألعاب القوى كندية، ولدت في 7 أبريل 1954.

## وصلات خارجية
- غيري فيتش على موقع الاتحاد الدولي لألعاب القوى (الإنجليزية)
- غيري فيتش على موقع أوليمبيديا (الإنجليزية)